# Plöwen
Plöwen är en kommun och ort i Landkreis Vorpommern-Greifswald i förbundslandet Mecklenburg-Vorpommern i Tyskland.
Kommunen ingår i kommunalförbundet Amt Löcknitz-Penkun tillsammans med kommunerna Bergholz, Blankensee, Boock, Glasow, Grambow, Krackow, Löcknitz, Nadrensee, Penkun, Ramin, Rossow och Rothenklempenow.